# Wahlenbergia rivularis
Wahlenbergia rivularis är en klockväxtart som beskrevs av Friedrich Ludwig Diels. Wahlenbergia rivularis ingår i släktet Wahlenbergia och familjen klockväxter. Inga underarter finns listade i Catalogue of Life.

## Bildgalleri

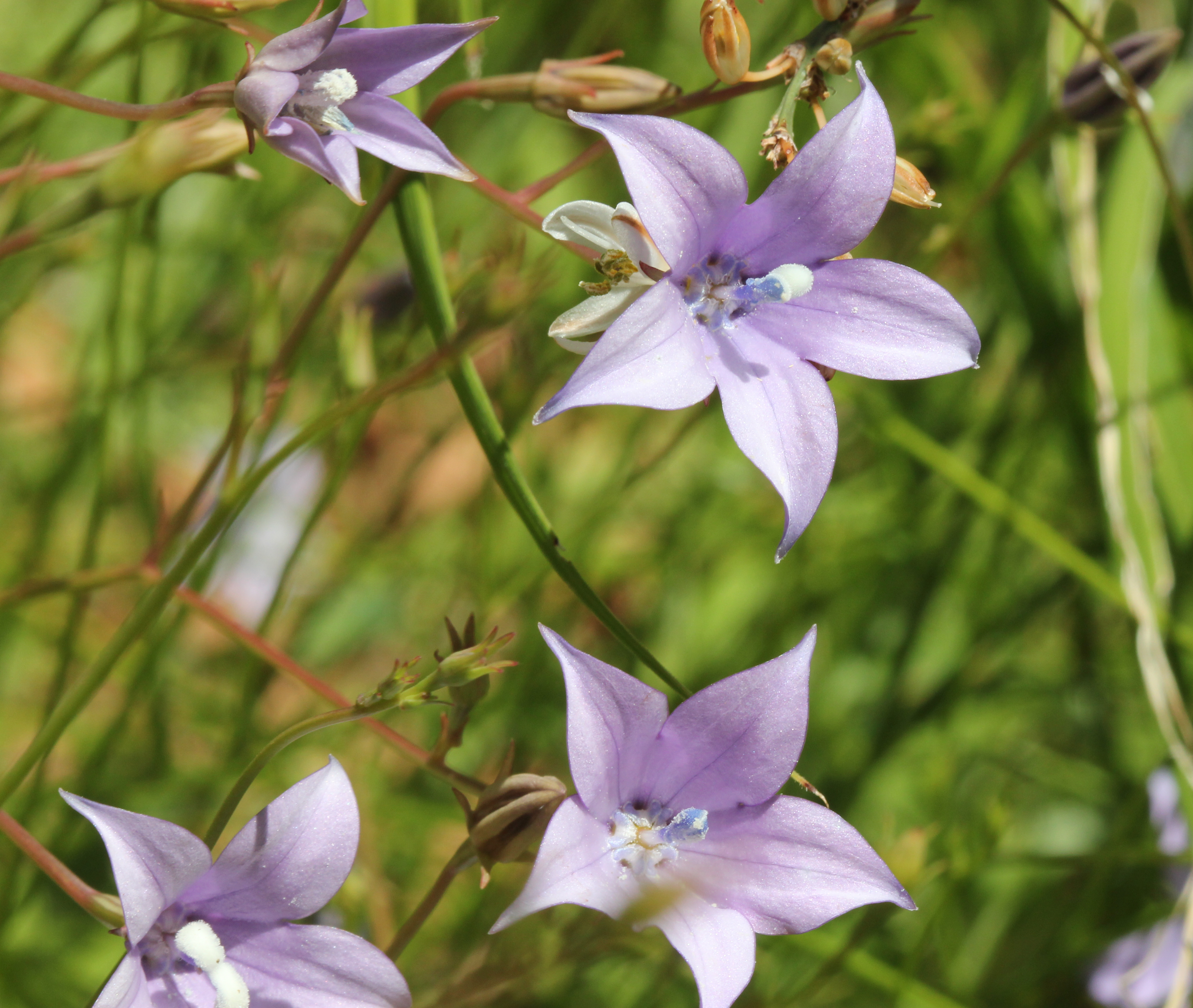